# Pilophyllum villosum
Pilophyllum villosum är en orkidéart som först beskrevs av Carl Ludwig von Blume, och fick sitt nu gällande namn av Rudolf Schlechter. Pilophyllum villosum ingår i släktet Pilophyllum och familjen orkidéer. Inga underarter finns listade i Catalogue of Life.